# Могила (фильм, 2007)
«Могила» (англ. Tomb), также «Могила Лавкрафта» (англ. HP Lovecraft's The Tomb) — американский фильм ужасов 2007 года, снятый Улли Ломмелем для Lions Gate Entertainment с Викторией Ульман, Кристианом Бемом, Джерардом Грисбаумом и Майклом Барбо в главных ролях. Рекламных ход предполагает, что он будто бы основан на рассказе Лавкрафта 1917 года «Склеп». Однако сюжет фильма совершенно не связан с рассказом Лавкрафта. Фильм более известен как «Могила», но название на упаковке DVD — «Могила Лавкрафта». Однако в титрах самого фильма название даётся как «Гробница Лавкрафт» без апострофа или буквы «а».

## Сюжет
Тара (Виктория Ульман) и Билли (Кристиан Бем) просыпаются в тёмном подвале или на складе, окровавленные и покрытые ранами. Исследуя пустое окружение, они находят других раненых людей, которые умирают ужасной смертью от рук «Кукловода», зловещего злодея, который играет с ними в смертельную игру, в которой останется только один выживший. Лавкрафт упоминается несколько раз в течение фильма некоторыми персонажами, а «Кукловод» упоминается как «Чарльз Декстер Вард», в то время как одна из его жертв —  «Пикман» (отсылка к рассказу Лавкрафта «Модель для Пикмана»). Однако эти мимолётные ссылки на персонажей Лавкрафта (и цитата из одного из рассказов Лавкрафта о выходе «за пределы сфер») в значительной степени не имеют отношения к сюжету серийного убийцы, разыгрываемому на экране, и являются преимущественно частью фантазий преступника.

## В ролях
- Виктория Ульман — Тара Гриффин[6][7]
- Кристиан Бем — Билли Тирфорд[7]
- Джерард Грисбаум — Моррис
- Майкл Барбо — Роберт Таунсенд[7]
- Шеннон Лид — Кейша
- Мэтт Шайвли — Нейтан
- Жаклин Хоррелл — Клеа

## Производство
Производство «Могилы» началось в августе 2005 года в Марина дель Рей, Калифорния, на складе на Принстон-драйв, который позднее был снесён и где Ломмель снимал несколько своих фильмов. Сцены в «Мотеле Палм-Десерт» снимались в помещении на том же складе. Экстерьеры были сняты в высокогорной пустыне недалеко от Палмдейла, Калифорния.
Исполнительный продюсер Джефф Френтцен на протяжении всего фильма носит чёрные перчатки убийцы.

## Восприятие
Критик Dread Central Майкл Фалин посчитал фильм подделкой «Пилы», отметил как недостойную попытку Ломмеля использовать имя культового писателя («как смеет Улли Ломмель ассоциировать себя с чем-либо, созданным Лавкрафтом») и в целом оценил фильм негативно.
Автор портала FilmMonthly Стив Андерсон оценил фильм на ноль баллов. По его мнению, «„Гробница Лавкрафта“ Ломмеля не поддаётся объяснению. Он запер группу людей на своём слишком знакомом складе и позволил им бегать в смутной атмосфере типа „Пилы“, пытаясь выполнить нелепую задачу выяснить, почему они там и намного более рациональную задачу — попытаться выбраться отсюда живым. Звучит смешно, что это может быть настоящая сюжетная линия фильма, но на то он и Улли Ломмель». По словам Сергея Фоменко (Cineticle): «Это картина не по книге Лавкрафта, а вокруг его книги (точнее — новеллы „Гробница“)… Любопытно, что в рабочем названии фильма HP Lovecraft’s The Tomb режиссёр исключил окончание ’s, превратив имя Лавкрафта из отсылки к авторству в часть художественного пространства, преобразующего придорожный склад в Калифорнии (где была отснята практически вся картина) в склеп из weird-сновидений». Он также считает: «В „Могиле“ Улли Ломмель продемонстрировал утончённую поэтику этого [Лавкрафта] мира, где имена оказываются единственным связующим звеном, оплетающим своеобразной паутиной опрокинутые в сновидения (и обусловленные сновидениями) субъективные опыты».
Как считает сайт DVD Verdict, «фактический продукт, который мы получаем, ничуть не похож на обещания на обложке, на самом деле он представляет собой настолько дешёвую постановку, что диалоги были записаны на съёмочной площадке и их практически невозможно понять». Веодикт сайта гласит: «Команда, снявшая „Могилу“, признана виновной в создании очень плохого фильма. Они будут заперты вместе, и никому из них не удастся сбежать. Lions Gate получает крупный штраф за искажение информации о фильме. Если вы хотите продавать больше жутких рипов „Пилы“, создайте их сами».